# Völgyi Dániel
Völgyi Dániel (Szeged, 1987. június 6. –) magyar labdarúgó. Többszörös magyar utánpótlás-válogatott játékos, posztját tekintve középpályás, de gyakran játszik szélső hátvédet is. Az NB III keleti csoportjában szereplő Tiszafüred játékosa. Egyszeres magyar bajnok, háromszoros bronzérmes és kétszeres magyar kupa ezüstérmes.

## Pályafutása

### Szeged
Völgyi Szegeden kezdte el profi pályafutását 2004-ben. A 2004-05-ös szezonban húsz mérkőzésen lépett itt pályára, de gólt nem szerzett. Még 2005. nyarán az  első osztályú Vasashoz szerződött.

### Vasas
Első mérkőzése az első osztályban 2005. augusztus 6-án volt az Újpest ellen idegenben. A mérkőzésen csereként állt be, és huszonnyolc percet kapott. Ezt a mérkőzést még további tíz követte a Vasas színeiben, de mindössze három mérkőzést játszott végig, és egy gólt sem szerzett. A bajnokság végén a tizenötödik, azaz a kieső helyen álltak, de a Fradi kizárása miatt bennmaradtak. A kupában viszont a döntőig jutott a Vasas, de Völgyi nem játszott és csapata is kikapott az FC Fehérvár elleni fináléban. Völgyi a szezon után eligazolt Újpestre.

### Újpest FC
Első mérkőzését az Újpest színeiben, 2006. július 30-án játszotta, a Diósgyőr ellen. Kezdőként lépett pályára és ötvenkilenc percet kapott. Összesen hét bajnokit játszott a liláknál, gólt nem szerzett. A bajnokságot a negyedik helyen zárták, de Völgyi továbbállt a bajnokságot tizenharmadikként befejező Győri ETO-hoz.

### Győri ETO
2007-től a Győr játékosa, bemutatkozó mérkőzése 2007. július 27-én volt a Debrecen ellen. A csapatban a tizennégyes mezt osztották ki neki. Ebben az idényben megszerezte első NB1-es gólját is, 2007. október 6-án a Paks ellen. Ezt a gólt még négy követte a szezonban, gólt rúgott volt csapata, az Újpest ellen is, valamint betalált még a Nyíregyháza, a Loki és a Siófok ellen is, ebben a sorrendben. A bajnokság végén megszerezte pályafutása első érmét is, hiszen a harmadik helyen végzett a csapatával.
Így a Győr kiléphetett a nemzetközi kupaporondra is. Az UEFA-kupa első selejtező körében a grúz Zestafoni volt az ellenfél. Völgyi a hazai mérkőzésen a hatvannyolcadik percben állt be csereként, míg az idegenbeli mérkőzésen nem kapott szerepet, de csapata így is továbbjutott. Következett a második forduló és a Stuttgart ellen kellett volna továbbjutni. Az első mérkőzésen kezdőként lépett pályára és a félidőben cserélték le, a visszavágón csereként lépett pályára. A Győr nem jutott tovább.
Következett a 2008-09-es szezon ami Völgyi második szezonja volt Győrben. Ebben a szezonban huszonkettő mérkőzésen lépett pályára és egy gólt szerzett. Azt az egy gólt, a DVTK-nak lőtte, a nyolcadik fordulóban (6–0). A bajnokság nem sikerült valami fényesen a Győrnek, mindössze a nyolcadik helyen végeztek, ellenben a kupában a döntőig meneteltek. A fináléban a Honvéd volt az ellenfél, és az első mérkőzésen Völgyi hatvan percet töltött a pályán, a visszavágót pedig végigjátszotta, de nem sikerült csapatával elhódítania a kupát. Dánielnek ez volt a második elbukott kupadöntője.
A 2009-10-es szezon előtt Völgyi kérte a vezetőktől, adják kölcsön, mivel nem akar együtt dolgozni a gárda élére kinevezett Pintér Attilával. A labdarúgó korábban már dolgozott a tréner keze alatt, akkori tapasztalatai miatt forszírozza a klubcserét. Több kérője is volt neki, többek között a Debrecen és a Honvéd is szívesen látta volna soraiban, de még a Ferencvárosról is szó volt mint kérője. Végül ez nem történt meg, így a szezon őszi fele nem sikerült jól Völgyinek. Mindössze hat mérkőzésen lépett pályára, gólt nem szerzett. A téli átigazolási szezonban szintén felmerült a neve több csapatnál is, de végül a Paks lett a befutó.

### Paksi FC
Völgyi 2010. január 29-én fél évre a Paksi FC-hez került kölcsönjátékosként.

### Győri ETO
2017 szeptemberében szabadon igazolhatóvá vált miután közös megegyezéssel felbontották debreceni szerződését, majd visszatért a ETO FC Győr csapatához.

### Nyköpings
2020 nyarán a svéd harmadosztályú Nyöking csapatához igazolt.

### Szabadkikötő
2020 nyarán a Szabadkikötő csapatába igazolt.

### Tiszafüred
2021 október végén szerződtette a Tiszafüred csapata.

## Válogatott
Többszörös utánpótlás válogatott. Az U17-es válogatottban 2003 és 2004 között háromszor lépett pályára, és egy gólt szerzett. A következő szezontól az U19-es csapatban játszott és itt is háromszor jutott szerephez, de itt már nem sikerült gólt szereznie. Az U21-es csapatban 2007 és 2008 között játszott. A felnőtt válogatottba eddig még nem kapott meghívót.

## Sikerei, díjai
Újpest
- Magyar kupa ezüstérmes: 2006

Győri ETO 
- Magyar bajnoki bronzérmes: 2007/08, 2009/10, 2011/12
- Magyar kupa ezüstérmes: 2009, 2013
- Magyar bajnok: 2012/2013

Paks
- Ligakupa-döntős: 2010

Gyirmót
- Másodosztályú bajnok: 2016

## Külső hivatkozások
- Adatlapja a HLSZ-en (magyarul)